# 佐藤友和
佐藤 友和（さとう ともかず、1983年2月13日 - ）は、岩手県花巻市（旧石鳥谷町）出身の競輪選手。日本競輪学校第88期卒業。日本競輪選手会岩手県登録（青森支部所属）。師匠は佐藤幸博（63期）。練習地は紫波町営自転車競技場。既婚。

## 経歴
岩手県立紫波高等学校（現・岩手県立紫波総合高等学校）を卒業後、日本競輪学校に88期生として入学。同期に山崎芳仁、武田豊樹、永井清史、渡邉一成らがいるという錚々たる顔ぶれで、佐藤の在校競走成績は22位であった。
デビュー戦は2003年7月6日、千葉競輪場で迎え、初勝利も同日。デビューしてから3年後の2006年にブレーク。同年7月のサマーナイトフェスティバル（函館競輪場）決勝では、市田佳寿浩の捲り追い込みに最後は屈したとはいえ、最終バックでは先頭に立ち、2着に粘りこむ。また同年11月のふるさとダービー（防府競輪場）では予選を3連勝で勝ち上がり、完全優勝に王手をかけた（決勝では3着）。さらに同年12月29日に開催されたヤンググランプリ（京王閣競輪場）では、最終的には金成和幸に屈したが、渡邉一成との主導権争いを制した形となり、2着に粘りこんだ。
翌2007年はさらに活躍の場を広げた。同年2月の奈良記念決勝では、最終バック8番手から捲りに出て、マークしていた有坂直樹が道中千切れてしまうほどのスピード力を駆使して記念初優勝。また同月に宇都宮競輪場で行われた東日本王座決定戦決勝では、最終バックで白戸淳太郎を捲りきり、そのまま押し切って優勝。初のGII制覇を果たした。そして、同年開催された高松宮記念杯競輪でGI初優出を果たすと、その後行われた3つのGI大会でも決勝へと進出。以上の活躍が実ってKEIRINグランプリへの出場(自身は獲得賞金ランキング7位)も決め、初代となるS級S班の18名のメンバーにも選出された。平成19年優秀選手表彰式で特別敢闘選手賞とベスト・ナイン賞を同時に受賞している。
2008年は2月に別府競輪場で開催された東日本王座決定戦で、逃げる山崎芳仁の番手から直線抜け出し連覇を達成。10月に久留米競輪場に開催された共同通信社杯競輪でも、同じように山崎の番手から出てGII3勝目を果たした。
2010年は宇都宮競輪場で開催された全日本選抜競輪の決勝において、序盤は正攻法の位置に構えると、打鐘前に上昇を試みた神山拓弥の後位につけた武田豊樹と一旦は競る構えを見せたが、競りを嫌った武田が主導権を取る形になるや、中団まで下げてバックから捲りを放ち、2センター付近で捲りきった。加えて後続の大量落車があった影響もあり、最後は2着に3車身の差をつけ、待望のGI優勝を果たした。なお、この勝利により出場権を得たKEIRINグランプリ2010は7着となった。
2011年は高松宮記念杯・寬仁親王牌・オールスター（決勝3着）・競輪祭と特別競輪の決勝に安定して進出し続けたことから獲得賞金上位(8位)により2年連続でKEIRINグランプリ2011へ出場し5着となる。
2012年は寬仁親王牌の決勝において、直前にギア倍率を4.00に上げて先行する近畿ラインの4番手を追走した読みが当たり、最終4角からの捲り追い込みで直線伸び、2年ぶりのGI優勝を果たした。
2013年は8月にいわき平競輪場で開催されたサマーナイトフェスティバルの決勝において、勝負所で3番手の位置を確保し直線手前から捲り追い込みGII4勝目を果たしている。
2023年前期は前年前期に2失格していたことが響きS級2班所属となった。同年後期より再びS級1班所属。

## 主な獲得タイトル
- 2010年 - 全日本選抜競輪（宇都宮競輪場）
- 2012年 - 寬仁親王牌・世界選手権記念トーナメント（弥彦競輪場）

## 競走スタイル
身長168cmと小柄だが、自力の競走を心がけている。出切ってしまえば他選手がなかなか捲れないほどのスピード力を持っているが、混戦での位置確保にも長けており、とりわけ333バンクでは良績を残している。500バンクではバンクレコードを持っている(熊本競輪場)。

## エピソード
- 同期で同じ北日本地区の山崎芳仁とは非常に仲がよく、連携する機会も少なくない。以前は佐藤が前回りとなり、山崎がその番手につくケースが多かったが、2007年のオールスター競輪決勝からは並びが入れ替わり、山崎が前回りとなるケースが目立つようになっている。
- 佐藤が競走時に着用するユニフォームの広告スポンサーは、佐藤の地元に所在する競輪場外車券売場のサテライト石鳥谷であるが、施設運営が花月園競輪場を所有していた花月園観光であることから、佐藤は花月園に出走するたびに「花月園は準地元」とコメントしており、開催廃止直前の2010年3月に行なわれた最後のFI開催でのS級シリーズを優勝している。
- UCIトラックワールドカップ2009-2010などに出場した。